# Никита Углов
Никита Сергејевич Углов (рус. Никита Сергеевич Углов, Липецк, 11. октобар 1993) је руски атлетичар, специјалиста за спринтерске дисциплине. Најуспешнији је у трчању на 400 метара. Од 2012. је члан руске штафете 4 х 400 метара са којом је на Европском првенству 2014. у Цириху освојио сребрну медаљу. Штафета је трчала у саставу: Максим Дилдин, Павел Ивашко, Никита Углов и Владимир Краснов.

## Значајнији резултати
| Датум | Такмичење                           | Место              | Дисциплина       | Пласман | Резултат |
| ----- | ----------------------------------- | ------------------ | ---------------- | ------- | -------- |
| 2010. | Квалификације за ОИ младих          | Москва, Русија     | 400 м            | 1.      | 46,60    |
| 2010. | Олимпијске игре младих              | Сингапур           | 100 м            | 7.      | 48,15    |
| 2010. | Олимпијске игре младих              | Сингапур           | мешовита штафета |         | 1:52,11  |
| 2011. | Европско првенство за јуниоре       | Талин, Естонија    | 400 м            |         | 46,01    |
| 2011. | Европско првенство за јуниоре       | Талин, Естонија    | 4 х 400 м        |         | 3:07,47  |
| 2012. | Светско првенство за јуниоре        | Барселона, Шпанија | 400 м            | 8.      | 46,61    |
| 2013. | Европско првенство за млађе сениоре | Тампере, Финска    | 400 м            |         | 46,04    |
| 2013. | Европско првенство за млађе сениоре | Тампере, Финска    | 4 x 400 м        |         | 3:04,63  |
| 2014. | Европско првенство                  | Цирих, Швајцарска  | 4 х 400 м        |         | 2:59,38  |